# Графы и герцоги Линьярис

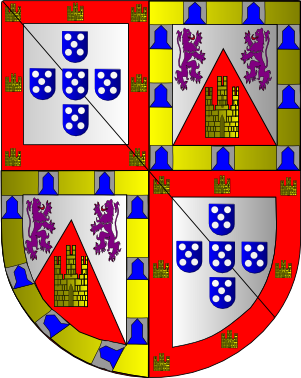
Герб фамилии де Норонья, графов и герцогов де Линьяреш (1-я креация)

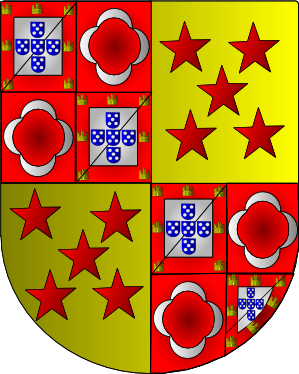
Герб фамилии Соуза Коутинью, графов де Линьяреш (2-я креация)

Граф Линья́реш (Граф Линья́рис неточная передача) — португальский аристократический титул. Был создан 13 мая 1532 года указом короля Жуна III для Антониу де Нороньи (1464—1551), второго сына Педру де Менезеша, 1-го маркиза Вила-Реал (1425—1499).
Эта семья стала жить в Испании и сохранила верность испанским Габсбургам после Португальской революции 1 декабря 1640 года, так что новая королевская династия Браганса больше не признала их в качестве графов Линьяреш.
17 декабря 1808 года королева Португалии Мария I вторично пожаловала титул графа де Линьяреш (вторая креация) известному государственному деятелю Родригу де Соуза Коутинью, 1-му графу де Линьяреш, губернатору Португальской Анголы и португальскому послу в Турине.

## Первая креация (1532)
- Антониу де Норонья[порт.] (1464 — 1 марта 1551), 1-й граф де Линьяреш
- Франсишку де Норонья (1507 — 13 июня 1574), 2-й граф де Линьяреш
- Фернанду де Норонья (ок. 1540—1608), 3-й граф де Линьяреш
- Мигел де Норонья (ок. 1585—1647), 4-й граф де Линьяреш
- Фернанду де Норонья (ок. 1600 — ?), 5-й граф и 1-й герцог де Линьяреш (не признавался в Португалии)
- Мигел де Норонья (1645—1702), 6-й граф и 2-й герцог де Линьяреш (не признавался в Португалии).

## Вторая креация (1808)
- Родриго де Соуза Коутиньо, 1-й граф Линьярис (4 августа 1745 — 26 января 1812)
- Виторио Мария де Соуза Коутиньо, 2-й граф Линьярис (25 июня 1790 — 30 июня 1857)
- Родриго де Соуза Коутиньо (2 мая 1823 — 2 сентября 1894), 3-й граф Линьярис
- Фернанду де Соуза Коутиньо (5 апреля 1850 — 11 октября 1897), 4-й граф Линьярис
- Нуно де Соуза Коутиньо (30 апреля 1854 — 3 октября 1929), 5-й граф Линьярис
- Карлуш де Соуза Коутиньо (21 марта 1880 — ?), 6-й граф Линьярис
- Нуно де Соуза Коутиньо (24 марта 1914 — 26 октября 2006), 7-й граф Линьярис.
- Жуан Антониу де Соуза Коутиньо (25 марта 1915 — ноябрь 2007), 8-й граф Линьярис
- Мария Исабель Карвальоза де Соуза Коутиньо (род. 7 января 1955), 9-я графиня Линьярис.

## Герцоги де Линьяреш/Линарес(испанский титул)
В 1640 году после вступления на португальский престол династии Браганса Мигел де Норонья, 5-й граф де Линьяреш, сохранил верность испанским Габсбургам. В 1643 году король Испании Филипп IV утвердил его в титуле графа Линареса. В Португалии этот титул не был признан, но он существует в Испании по сей день. В 1667 году Мигел де Норонья, граф де Порталегре (1645—1702), племянник Фернанду де Нороньи, получил титул герцога де Линьяреш. Позднее титул герцога де Линьяреш унаследовал его племянник, Фернанду де Ланкаштре и Норонья, маркиз де Порту-Сегуру, герцога де Абрантеш и герцога де Линарес (1641—1717).